# Tides (альбом Phaeleh)
Tides (с англ. — «Приливы») — студийный альбом бристольского электронного музыканта Мэтта Престона, известного под псевдонимом Phaeleh, выпущенный в июле 2013 года и выполненный в жанрах дабстеп, эмбиент и фьюче-гэридж. Песня «Here Comes the Sun» была выпущена в виде сингла. На композиции «Whistling in the Dark», «Storm» и «Tokoi» были сняты видеоклипы. Альбом получил смешанные отзывы.

## Создание
Автор описал замысел произведения так: «Я хотел сделать альбом, в котором не чувствовал бы себя под влиянием необходимости осчастливить диджеев структурой или стилем». В записи приняли участие Soundmouse, Джесс Миллс, Ханна Картрайт (Augustus Ghost) и Киан Финн.
Изображение капли с круговыми волнами на поверхности воды для обложки сделал Фил Рис, фотограф и дизайнер из Юго-Западной Англии.

## Релиз и продвижение
Песня «Here Comes the Sun» появилась в официальном аккаунте Phaeleh на SoundCloud 10 июня 2013 года. На следующий день в музыкальном блоге BrooklynVegan были представлены плейлист грядущего альбома и даты осеннего тура по Северной Америке и было отмечено, что мелодически релиз тяготеет к эмбиенту или построку.
1 июля 2013 года при посредничестве лейбла Afterglo Records состоялся цифровой релиз в форматах FLAC, WAV и MP3; альбом был также выпущен на физических носителях — CD и LP.

### Музыкальные видео
Музыкальный видеоклип на трек «Whistling in the Dark» был опубликован на официальном YouTube-канале музыканта 20 мая 2013 года. Режиссёром выступила Ракель Али. Журнал Complex назвал видео «поистине завораживающим».
12 июля того же года на YouTube-канале UKF Dubstep было выпущено официальное видео на трек «Storm», срежиссированное Стивом Глашье. Продюсерской компанией выступила NTSH London; агентство — LOKAL.
Том Патон срежиссировал музыкальное видео на трек «Tokoi», выпущенное 10 сентября на официальном YouTube-канале UKF.

## Список композиций
| №                   | Название                                         | Длительность |
| ------------------- | ------------------------------------------------ | ------------ |
| 1.                  | «Journey»                                        | 5:02         |
| 2.                  | «Here Comes the Sun» (при уч. Soundmouse)        | 4:08         |
| 3.                  | «Storm» (при уч. Jess Mills)                     | 5:09         |
| 4.                  | «Tokoi»                                          | 3:51         |
| 5.                  | «Whistling in the Dark» (при уч. Augustus Ghost) | 5:35         |
| 6.                  | «Tides»                                          | 1:28         |
| 7.                  | «Never Fade Away»                                | 6:20         |
| 8.                  | «Night Lights» (при уч. Cian Finn)               | 4:31         |
| 9.                  | «A Different Time»                               | 3:07         |
| 10.                 | «So Far Away»                                    | 5:59         |
| 11.                 | «Distraction»                                    | 6:57         |
| Общая длительность: | Общая длительность:                              | 52:11        |

## Приём

### Отзывы критиков в британских музыкальных изданиях
| Совокупная оценка | Совокупная оценка |
| Источник          | Оценка            |
| ----------------- | ----------------- |
| Metacritic        | 57/100.           |
| Оценки критиков   |                   |
| Источник          | Оценка            |
| MusicOMH          | [ 11 ]            |
| Clash             | [ 12 ]            |
| Drowned in Sound  | [ 13 ]            |
| NME               | [ 14 ]            |

На агрегаторе рецензий Metacritic рейтинг альбома составляет 57/100 на основании 4 отзывов британских музыкальных критиков. Средняя оценка пользователей — 6.2/10.
Мартин Янг в отзыве для сайта musicOMH написал, что во втором альбоме Phaeleh, продолжатель традиций Massive Attack и Portishead, «ещё дальше продвигает своё звучание по дороге эмбиентного акустического самоанализа». По ощущениям рецензента, Tides — «это альбом, который стремится выйти за пределы клуба в разреженную атмосферу духовных и эмоциональных размышлений. Лучшие моменты здесь удачно сочетают мягкое звучание с богатым ощущением пространства». Он описал открывающую композицию «Journey» как «кинематографический вихрь» с перекошенными струнными семплами и «умопомрачительным» ударным ритмом. В «не менее изобретательном» треке «Tokoi» «трепещущий ритмический шаффл придаёт музыке приятную расслабленность». «Размеренная и взвешенная» композиции «Never Fade Away» со «слегка идиосинкразичным» ритмом напомнила рецензенту дебютный альбом Ghostpoet — Peanut Butter Blues & Melancholy Jam (2011). Композиции с вокалом, по мнению Янга, лишь частично добиваются эмоционального резонанса. Так, «шаблонную» лирику песни «Here Comes The Sun» скрашивает сладковатый голос Soundmouse. «Тёмная и загадочная» композиция «Storm» «идеально» дополняется шёпотом Джесс Миллс. «Night Lights» с ирландцем Кианом Финном — «занимательное произведение, полное сочных звуков курантов и текстур. Слабый намёк на дабовый регги-сканк в конце — приятный штрих». Завершающиеся композиции «So Far Away» и «Distraction», по мнению критика, лишены чего-то важного, «призрачны и бескровны».
Маркус Дж. Мур в журнале о моде и музыке Clash написал: «Во втором альбоме Престон сохраняет энергичность благодаря богатому инструментарию и ярким особенностям». Например, в композиции «Whistling In The Dark» певица Augustus Ghost добавила «захватывающий» вокал «кинематографическому саундтреку» Phaeleh, а в треке с оттенками регги «Night Lights» вокалист Киан Финн внёс «в равной степени ноктюрновый и гипнотический» грув. Сольные композиции Престона показались рецензенту «непринуждёнными», «немного переходными», хотя и «хорошо вписывающимися в океаническую тему» Tides. Резюмируя, критик назвал альбом «впечатляющим набором тёмной танцевальной музыки, которая одинаково хорошо звучит во время закрытия заведений или ночью в наушниках».
Кэт Уэплингтон в электронном журнале Drowned in Sound охарактеризовала релиз как «в целом, несколько несбалансированный» и отметила разнообразие и урбанистичность электронного звучания. По версии критика, кульминация альбома «Whistling in the Dark» отражает центральное разделение альбома между надеждой и страхом; в эту композицию вокалистка Augustus Ghost привнесла атмосферу Portishead и «прекрасную меланхоличность» в стиле Лоры Марлинг, а «нежная и убаюкивающая мелодия проносится над слабым суб-басом, представляя собой постоянно сохраняющееся чувство незащищённости»; в текстовом плане песня варьируется от «откровенно мрачной» лирики до «неожиданно появляющейся» истории любви, что приводит в итоге к «спокойной, поэтической красоте». «Великолепный» вступительный трек «Journey» напомнил рецензентке музыку Massive Attack эпохи Mezzanine (1998) использованием плавного трип-хопового бита, наложенного как на обработанные, так и на неискажённые семплы струнных. А семиминутная заключительная кода «Distraction» временами приближается к классической опасности жанра IDM — звучать слишком похоже на лифтовую музыку, но в целом «приятная и хорошо спродюсированная». Композиции «Tides» и «Never Fade Away» «выполнены в том же духе, но чуть менее запоминающиеся». Однако на песне «Night Lights», «мрачном сочетании текстур и постукивающих колокольчиков, нанизанных на регги», альбом, по мнению обозревательницы, демонстрирует свою слабую сторону: бит менее интересный, мелодия — более слабая, вокал — незапоминающийся. «Here Comes The Sun», «безусловно неудачный эксперимент» по отрыву от эстетики альбома, и вовсе «оскорбляет автора одноимённой песни Джорджа Харрисона, демонстрируя тот вид высокочастотного, технически демонстративного стиля, так часто преуспевающего на шоу The X Factor, и напоминая плохой чартовый хаус девяностых».
Кевин Э. Г. Перри в музыкальном журнале New Musical Express написал, что в 2010—2011 Phaeleh создавал «расслабленные, но искромётные шаффлы для ночных автобусов», а спустя два года — «просто делает ритмы, под которые можно сидеть дома». Рецензент назвал релиз «музыкой для болтовни: приятной, но предсказуемой смесью холодных ритмов, нежелательных струнных и приглашённых вокалистов». Лирику Soundmouse и Киана Финна назвал унылой — «как будто сейчас 2004 год и они претендуют на гостевое место в альбоме Zero 7»; на их фоне «более тёмный и резкий» трек с Джесс Миллс «является аномалией и не задает тон». По итогу критик описал Tides так: «Это эмбиент, такой же, как водный объект в саду: успокаивающий с первого взгляда, но в конечном итоге скучный».

### Прочие отзывы
Джеймс Леджер из австралийского сообщества любителей электронной музыки Stoney Roads назвал альбом «эволюционным шагом вперёд, с тонким исполненные песен и меланхоличными тонами». Больше всего ему понравился трек «Journey».
На сайте Sputnikmusic опубликованы два отзыва на альбом. Один из пользователей отметил второплановость битов — «в Tides больше внимания уделяется гармонии между басом и вокалом/синтезаторной мелодией, что делает её более космической, чем более грувовое звучание Fallen Light». Критик Уилл Р. подытожил свою рецензию так: «Великолепные, блуждающие синтезаторы в изобилии, но всё равно остаётся ноющее чувство, что альбом мог бы стать шедевром при большем количестве экспериментов и расширении границ».
Редактор британского журнала The National Student описал альбом как смесь Boards of Canada и Bonobo с добавлением здорового количества баса, «фантастическую коллекцию мелодичного, тустепового удовольствия».
В манчестерском интернет-магазине Boomkat стиль альбома был охарактеризован как эмо-дабстеп: «Одиннадцать треков перерабатывают идеи предыдущих релизов с обновлёнными следами футворка в „Never Fade Away“ и клатчем вокалистов».

### Популярность
Альбом занял 34-ю строчку в чарте UK Dance Albums (OCC). На сайте Last.fm насчитывает более 485 тыс. прослушиваний.

## Ремиксы
Британский продюсер Applebottom выпустил ремикс на песню «Storm» 5 августа 2013 года. Трек вошёл в выпущенный 4 января 2022 года сборник Remixes, в который Phaeleh включил 6 треков из альбомов Fallen Light, The Cold in You и Tides.